# Моя книга грехов
Моя книга грехов — третий студийный альбом, выпущенный латвийским рэп-исполнителем Johnyboy весной 2014 года. Работа над альбомом была начата в 2013 году.

## Об альбоме
В 2013 году Денис Василенко прекращает своё сотрудничество с лейблом Invisible Management. Примерно в это же время Денис работает над своим третьим студийным альбомом. 2 декабря состоялась премьера клипа на трек с предстоящего  альбома «Любой ценой». 23 февраля 2014 года выходит второй сингл с нового альбома «Солитёр».
В марте 2014 года выходит клип «В памяти мира». 4 апреля Johnyboy публикует треклист и название альбома «Моя книга грехов». Изначально дата выхода релиза была назначена на 10 апреля, однако альбом вышел на день раньше назначенного срока. 1 августа выходит клип на песню «#ненайтиподвох».
Спустя год, после выхода альбома, Денис выпускает клип «До первого шторма», который стал последней совместной работой Джонибоя и его клипмейкера Дениса Мошканова.

## Список композиций
| №                   | Название                                  | Текст песни                     | Продюсер               | Длительность |
| ------------------- | ----------------------------------------- | ------------------------------- | ---------------------- | ------------ |
| 1.                  | «Голыми руками»                           | Денис Василенко                 | Engo                   | 3:42         |
| 2.                  | «Ким Кардашьян»                           | Денис Василенко                 | PVSHA                  | 3:44         |
| 3.                  | «Я тот, кто...»                           | Денис Василенко                 | Scady                  | 5:10         |
| 4.                  | «Спускаюсь на землю»                      | Денис Василенко                 | Engo                   | 3:26         |
| 5.                  | «В памяти мира»                           | Денис Василенко                 | Engo                   | 5:18         |
| 6.                  | «#ненайтиподвох»                          | Денис Василенко                 | Scady                  | 3:34         |
| 7.                  | «До первого шторма»                       | Денис Василенко                 | Engo                   | 3:39         |
| 8.                  | «Я буду не Я»                             | Денис Василенко                 | PVSHA                  | 3:43         |
| 9.                  | «PVTHXLXGY»                               | Денис Василенко                 | Efreet                 | 3:28         |
| 10.                 | «Любой ценой»                             | Денис Василенко                 | Wave                   | 5:11         |
| 11.                 | «Всё 3.14здато (часть II)» (при уч. Sifo) | Денис Василенко, Идан Залмансон | Ak-Cent                | 4:03         |
| 12.                 | «Реактивы»                                | Денис Василенко                 | Ak-Cent                | 3:48         |
| 13.                 | «Солитер»                                 | Денис Василенко                 | Efreet                 | 3:02         |
| 14.                 | «Лёд и пламя»                             | Денис Василенко                 | Ak-Cent, Сергей Файнов | 4:41         |
| 15.                 | «Камеры» (при уч. KSENIA)                 | Денис Василенко                 | Ak-Cent                | 4:31         |
| 16.                 | «Счастлив сейчас»                         | Денис Василенко                 | Ak-Cent, Paulbeatz     | 4:11         |
| 17.                 | «Моя книга грехов»                        | Денис Василенко                 | Engo                   | 4:31         |
| 18.                 | «Пока вы рядом»                           | Денис Василенко                 | M()estro               | 3:43         |
| Общая длительность: | Общая длительность:                       | Общая длительность:             | Общая длительность:    | 1:13:35      |

## Видео
| Дата выхода    | Название            | Режиссёр       | Ссылка |
| -------------- | ------------------- | -------------- | ------ |
| 2 декабря 2013 | «Любой ценой»       | Денис Мошканов | [ 3 ]  |
| 21 марта 2014  | «В памяти мира»     | Денис Мошканов | [ 5 ]  |
| 1 августа 2014 | «#ненайтиподвох»    | Денис Мошканов | [ 8 ]  |
| 3 апреля 2015  | «До первого шторма» | Денис Мошканов | [ 9 ]  |